# Rat sicilijanske večernje
Rat sicilijanske večernje (1282. – 1302.) predstavlja rat, koji je započeo 1282. pobunom (zvanom Sicilijanska večernja) protiv Karla I. Anžuvinca, a završio je 1302. mirom u Caltabellotti. Rat se odigravao na Siciliji, Kataloniji i još nekim dijelovima zapadnog Mediterana. S jedne strane u ratu je sudjelovao kralj Aragonije, a s druge strane Karlo I. Anžuvinac, njegov sin Karlo II. Napuljski, kraljevi Francuske i papa.

## Pozadina Sicilijanske večernje
Na uskrsni ponedjeljak 30. ožujka 1282. u jednoj crkvi na periferiji Palerma, tijekom večernje molitve, započela je pobuna nazvana Sicilijanska večernja. Točni događaji koji su doveli do večernje nisu najbolje poznati, ali svi različiti opisi toga događaja spominju da su Francuzi napastovali ili provocirali sicilijanske žene. Taj događaj je razljutio Sicilijance, koji su poslije toga, tokom šest tjedana, pobili 4.000 Francuza na Siciliji. U to vrijeme kralj Sicilije je bio Karlo I. Anžuvinac, koji je vladao Sicilijom uz pomoć Francuza, na koje je narod Sicilije bio jako gnjevan. Francuzi su bili ozloglašeni, jer su loše postupali s lokalnim stanovništvom. Narod je poštedio samo nekoliko Francuza, koji su bili poznati po dobrom ponašanju.
Messina se zadnja pobunila 28. travnja 1282. Pobunu su potpirivali i predstavnici Petra III. Aragonskog kao nasljednika Manfreda Sicilijanskog. Petar III. Aragonski je bezuspješno pokušao dobiti podršku Bizanta.

## Aragonska invazija Italije
Brzo poslije pobune, Sicilijanci se obraćaju Petru III. Aragonskom da im pomogne osloboditi se francuske vlasti, oličene u Anžuvincima. Pri tome mu nude krunu Sicilije, što je Petar prihvatio. Papa Martin odbija pomoći Sicilijancima, a pubunjenike je čak ekskomunicirao.
Karlo I. Anžuvinac je prikupio vojsku u Calabriji, iskrcao se kraj Messine i započeo opsadu. Petar III. Aragonski se iskrcao 30. kolovoza 1282. kraj Trapana i umarširao u Palermo, a 4. rujna prihvaćen je od Sicilijanaca kao vladar. Do kraja listopada protjerali su snage Karla Anžuvinca. Papa je na to ekskomunicirao aragonskog kralja Petra III. Aragonskog i lišio ga kraljevstva.
Petar se iskrcava u Calabriji, gdje do veljače 1283. zauzima većinu kalabrijske obale. Karlo I. Anžuvinac je bio očajan, pa je ponudio Petru Aragonskom da riješe sukob dvobojem. Petar Aragonski je to prihvatio. Dvoboj je bio predviđen za 1. lipanj u Bordeauxu, a sudac je trebao biti engleski kralj Edvard I., koji je odbio sudjelovati u svemu tome, tako da se dvoboj nikad nije održao. Petar III. Aragonski se zbog nevolja u Aragoniji vratio u Španjolsku, ostavivši predstavnike da upravljaju Sicilijom u njegovo ime.
Dok je Petar III. Aragonski bio u Španjolskoj, katalonski admiral Ruđer de Lluria je nastavio s ratom na jugu Italije. Jakom flotom razarao je kalabrijsku obalu. Ruđer de Lluria je zauzeo Maltu i pobijedio je anžuvinsko-provansalsku flotu u bitci kod Malte. Ruđero je zatim uništio gotovo cijelu anžuvinsku flotu. Karlo II. Napuljski je zarobljen zajedno s 42 broda. Karlo I. Anžuvinac je umro 1285., a rat u Italiji je ubrzo zaustavljen, jer su nedostajale vođe. Iako mu je glavni protivnik Karlo II. Napuljski bio zarobljen, Petar Aragonski se suočavao s novom prijetnjom - Aragonskim križarskim ratom.

## Aragonski križarski rat
Papa Martin IV. je 1284. predao kraljevinu Aragoniju Karlu III. Valoi, bratu francuskog prijestolonasljednika Filipa IV. Lijepog i nećaku Karla I. Anžuvinca. Pri tome je papa pozvao u križarski rat protiv Aragona.
Petar III. Aragonski je već imao domaće nemire i prije tog papina poziva, a morao je konsolidirati redove prije francuskih napada. Filip IV. Lijepi je u to doba bio kralj Navarre i prijetio je invazijom Aragonije.
Brat Petra III. Aragonskog pridružio se Francuzima. Držao je važna područja između Aragonije i francuskih vazalnih posjeda. Najznačajniji posjed je bila grofovija Russion. Tijekom 1284. velika francuska vojska vod vodstvom kralja Filipa III. Hrabrog ulazi u Russion. Vojska se sastojala od 16.000 konjanika, 17. 000 strijelaca i 100.000 pješaka. Međutim, kako je lokalno stanovništvo bilo protiv Francuza, zadali su im dosta muke pri svladavanju.
Tijekom 1285. francuske snage su opet napredovale, tako da je Karlo III. Valoa okrunjen, ali ne s pravom krunom, nego s kardinalskim šeširom. Iz Italije se vratio Ruđer de Lauria uništivši francusku flotu. Francuska vojska je bila teško pogođena epidemijom dizenterije. Čak se i nasljednik francuskog prijestolja, Filip IV. Lijepi razbolio. Francuzi su bili prinuđeni pregovarati o slobodnom prolasku kraljevske obitelji preko Pirineja. Kraljevska obitelj je dobila slobodan prolaz, a francuska vojska nije, pa je desetkovana na Pirinejima pri proboju u Francusku. Čak je i francuski kralj Filip III. Hrabri pobjegao ispred Petra Aragonskog i umro je u Perpinanu.
Petar III. Aragonski je umro 2. studenog 1285. godine. Ugovorom iz Tarascona 1291. Aragonija i službeno pripada Petrovu nasljedniku Alfonsu III. Aragonskom, a crkva ukida zabranu i ekskomunikaciju.

## Sicilija protiv Napulja i Aragonije
Ugovorom iz Tarascona okončao se rat s Aragonijom. Aragon je naslijedio Alfons III. Aragonski, koji isto brzo umire, pa Alfonsov brat Jakov I. Sicilijanski ujedinjuje dva kraljevstva: Aragoniju i Siciliju. Jakov I. Sicilijanski je potpisao 1295. ugovor s papom, po kome Siciliju predaje papama. Papa predaje Siciliju Karlu II. Napuljskom. Sicilijanci i sin Petra Aragonskog Frederik III. Sicilijanski ne prihvaćaju taj dogovor. Sicilijanci proglašavaju Frederika III. Sicilijanskog kraljem. Ponovo izbija rat aragonske Sicilije i anžuvinskog Napuljskog kraljevstva.
Ugovor Jakova I. Sicilijanskog s papom obavezivao ga je da pomaže Anžuvincima protiv svoga brata Frederika III. Sicilijanskog. Aragonska flota je zbog toga napadala Siciliju. Frederik III. Sicilijanski je izvršio invaziju Calabrije 1296. Zauzeo je nekoliko gradova, potakao je pobunu u Napulju. Pored toga pregovarao je s gibelinskim gradovima Toscane i Lombardije i potpomagao je pobune protiv pape.
Aragonski kralj Jakov I. Sicilijanski je ozbiljno namjeravao ispuniti svoj dio sporazuma iz 1295. Dobio je podršku najboljih i najsposobnijih očevih ljudi, a posebno admirala Ruđera di Laurije. Zapovjedajući flotom uz pomoć admirala Ruđera di Laurije aragonski kralj pobjeđuje 4. srpnja 1295. sicilijansku flotu u bitci kod rta Orlando. U to vrijeme Anžuvinci se iskrcavaju na Siciliji i zauzimaju Cataniju, koju Sicilijanci uspjevaju kasnije povratiti. Međutim 14. lipnja 1300. Ruđer de Lauria pobjeđuje Sicilijance i zarobljava Frederika III. Sicilijanskog.
Po zahtjevu pape, Karlo III. Valoa se iskrcava 1302. na Siciliji. Kuga mu je desetkovala vojsku, pa je bio prinuđen moliti za mir. Mir u Caltabellotti je sklopljen 19. kolovoza 1302. Po tome mirovnom sporazumu Frederik III. Sicilijanski je priznat za kralja Sicilije. Karlo II. Napuljski je priznat kao kralj Napuljske kraljevine. Tijekom 1303. papa je ratifiicirao taj sporazum, a sporazum je učvršćen udajom Karlove kćerke za Frederika III. Sicilijanskog.